# Adamantea
Adamantea (o Adamanthea) è una ninfa nella mitologia greca.

## Il mito
Secondo il mito lei aiutò l'infante Zeus a nascondersi da suo padre, Crono, che voleva divorarlo.

### La profezia di Crono
Reagendo ad una profezia di sua madre Gaia, la quale disse che uno della sua progenie lo avrebbe spodestato dalla sua suprema posizione nel pantheon, Crono ha ingoiato tutti i suoi figli appena procreati.
Rhea, la madre di Zeus e sposa di Crono cercando di salvare almeno uno dei suoi figli inganna lo sposo dandogli una pietra con le sembianze del figlio. Lui non si accorge dell'inganno mentre Zeus, viene dato alla ninfa Adamanthea che fugge.

### Il nascondiglio sicuro
Crono governa la terra, i cieli e i mari, e non vi è nulla su di essi che gli possa sfuggire a lungo. Preoccupata Adamanthea riesce alla fine a trovare un nascondiglio agli occhi del supremo.
Nasconde Zeus legandolo prima con una corda presa da un albero, e in seguito tenendolo in sospeso dalla terra, dal mare e dal cielo. Diventando così invisibile a suo padre. In seguito sarà proprio Zeus a detronizzare suo padre come disse la profezia.

## Pareri secondari
Alcuni autori considerano semplicemente Adamantea un altro nome di Amaltea.